# SG Speyer-Schwegenheim
SG Speyer-Schwegenheim ist ein deutscher Schachverein, dessen erste Mannschaft von 2016 bis 2018 und 2019 bis 2021 in der Schachbundesliga spielte.

## Geschichte
Die SG Speyer-Schwegenheim entstand offiziell im Juli 2012 durch die Fusion der Schachvereine SC Speyer 1911 und SC Schwegenheim 1983. Der SC Speyer gilt als einer der ältesten Schachvereine der Pfalz und erlebte Ende der 1940er-Jahre durch den Gewinn der pfälzischen Mannschaftsmeisterschaft 1948 und 1949 seine erste Blütezeit. In den folgenden Jahrzehnten konnte der SC Speyer an diese Erfolge nicht mehr anknüpfen. Der SC Schwegenheim wurde 1983 gegründet und konnte Erfolge in Kreis- und Bezirksklasse verzeichnen. Im Jahr 2009 regte der SC Schwegenheim Gespräche über eine Fusion an. Diese wurden in den folgenden Jahren vorangetrieben, sodass im Juli 2012 die  Schachgemeinschaft Speyer-Schwegenheim 2012 entstehen konnte.
In der Saison 2015/2016 gelang dem jungen Verein die Meisterschaft in der 2. Bundesliga Süd und damit der Aufstieg in die Schachbundesliga. Diese Klasse konnte in der folgenden Saison gehalten werden, sodass die SG Speyer-Schwegenheim auch in der Spielzeit 2017/2018 in der Schachbundesliga antrat. In der Saison 2017/2018 belegte die SG Speyer-Schwegenheim den 14. Platz und stieg damit in die 2. Bundesliga ab. In der Saison 2018/2019 gelang der direkte Wiederaufstieg.

## Kader der Spielzeit 2017/18
Für die Spielzeit 2017/18 wurde folgender Kader gemeldet. Die Elo-Zahl ist auf dem Stand von Oktober 2017.
- GM Mychajlo Oleksijenko (Elo: 2615)
- GM Arturs Neikšāns (Elo: 2584)
- IM Toms Kantāns (Elo: 2524)
- IM Ņikita Meškovs (Elo: 2524)
- GM Ádám Horváth (Elo: 2459)
- IM Miklós Németh (Elo: 2489)
- IM Luca Shytaj (Elo: 2465)
- IM Lev Yankelevich (Elo: 2442)
- GM Róbert Ruck (Elo: 2533)
- IM Gábor Kovács (Elo: 2463)
- WGM Sarah Hoolt (Elo: 2423)
- FM Armin Farmani Anosheh (Elo: 2321)
- Simon Commercon (Elo: 2255)
- Enrico Kraemer (Elo: 2149)
- Pascal Flierl (Elo: 2207)
- Oliver Prestel (Elo: 2131)
- FM Denis Mager (Elo: 2283)
- Felix Thumm (Elo: 1836)[4]

## Weblink
- Schachgemeinschaft Speyer-Schwegenheim